# Mildred Burleigh
Mildred Burleigh (enero de 1887 - 9 de agosto de 1956) fue una artista profesional estadounidense y dibujante de cómics del Chicago Tribune durante la década de 1920. Nacida en Indiana, estudió dibujo en el Michigan Normal College y trabajó como profesora de dibujo en Oregón durante la década de 1910 antes de comenzar su carrera.

## Vida y carrera
Burleigh trabajaba como caricaturista profesional en 1921, cuando su tira cómica, Pigtails, apareció en el Chicago Tribune. Esta tira cómica se publicó hasta 1923.  Según el historiador del cómic Allan Holtz, Pigtails se centraba en las experiencias cotidianas de las niñas, incluyendo la vida familiar, las tareas domésticas y las aspiraciones infantiles. Su enfoque en la infancia la distinguió de sus colegas, como Clare Briggs y John T. McCutcheon, quienes desarrollaron sus cómics desde una perspectiva masculina. Tras el fin de Pigtails en 1923, creó la serie Kitty and Her Family. Kitty era mencionada por su nombre en los anuncios de las suscripciones dominicales del Chicago Tribune, que terminaban con el eslogan «Diversión para todos: hombres, mujeres y niños».
Se sabe poco sobre la carrera de Burleigh después de 1924, pero aparece en los censos de 1930 y 1940 de la ciudad de Nueva York, trabajando como artista independiente y posteriormente como caricaturista publicitaria independiente. Durante este período, probablemente creó una litografía sin fecha, "Clown", que se conserva en la Colección Martin W. Brown de la Galería de Arte de la Universidad de Maryland. Esta colección, adquirida por la galería en 1955, incluye grabados de varios artistas regionalistas estadounidenses del siglo XX, como John Steuart Curry. Al igual que Curry, la obra de Burleigh refleja la vida en los pequeños pueblos estadounidenses antes, durante y después de la Gran Depresión.
Mildred falleció en Manhattan en 1956.